# 全国人民代表大会代表
全国人民代表大会代表，简称全国人大代表，是《中华人民共和国宪法》规定的“最高国家权力机关”全国人民代表大会的组成人员，集体行使中华人民共和国的最高国家权力。依照现行八二宪法和《中华人民共和国全国人民代表大会组织法》的规定，全国人大代表每届任期为5年，即从每届全国人大举行第一次会议开始、到下届全国人大举行第一次会议为止；补选代表的任期，从补选产生之日到本届人大任期届满为止。

## 緣由
根据《中華人民共和國全國人民代表大會和地方各級人民代表大會選舉法》的规定，全国人民代表大会代表名额，由全国人民代表大会常务委员会根据各省、自治区、直辖市的人口数，按照每一代表所代表的城乡人口数相同的原则，以及保证各地区、各民族、各方面都有适当数量代表的要求进行分配。省、自治区、直辖市应选全国人民代表大会代表名额，由根据人口数计算确定的名额数、相同的地区基本名额数和其他应选名额数构成。全国人民代表大会代表的名额不超过三千人。全国人民代表大会代表名额的具体分配，由全国人民代表大会常务委员会决定。
全國人大任期屆滿的兩個月以前，全國人大常委會必須完成下屆全國人大代表的選舉。如果遇到不能進行選舉的非常情況，由全國人大常委會以全體組成人員的三分之二以上的多數通過，可以推遲選舉，延長本屆全國人大的任期；在非常情況結束後一年內，必須完成下屆全國人大代表的選舉。全國人大會議每年舉行一次，由全國人大常委會召集。如果全國人大常委會認為必要，或者有五分之一以上的全國人大代表提議，可以臨時召集全國人大會議。

### 中国大陆地区代表选举
根据《中華人民共和國全國人民代表大會和地方各級人民代表大會選舉法》的规定，各省、自治區和直轄市的全國人大代表，由相應省級人民代表大會選舉產生。

### 香港及澳门特别行政区代表选举
香港特別行政區、澳門特別行政區的全國人大代表，由在香港特別行政區、澳門特別行政區中的中國公民產生。

#### 香港特别行政区代表
全国人大的36名港区人大代表由“港区人大选举会议”选举产生，該選舉會議的成员由參加過上一屆港區人大代表選舉會議的人員、上一屆港區全國政協委員、本屆港區行政長官本人及其選舉委員會委員其中的中國公民所組成。
该选举会议由全國人民代表大會常務委員會在主持召开，并根据根据全国人民代表大会常务委员会委员长会议的提名选举其会议主席团以及常务主席（多由港区行政长官出任）。
主席团确定提名时间和选举时间，选举会议成员将在提名时间截止前进行提名。有意参选的人需取得十名以上选举会议成员的提名方可成为“候选人”，若候选人人数较多则需进行预选从而决出“正式候选人”以保证候选人比应选名额多五分之一至二分之一的差额比例进行差额选举。也就是说，选举会议主席团应至多保留54名正式候选人进行最终港区人大代表的选举。
最终，代表候选人获得参加投票的选举会议成员过半数的选票时，始得当选，若过得票过半数者超过应选人数则得票数获多者胜利。选举会议主席团公布结果并将选举出的36名港区人大代表以及数名補充委員向全國人民代表大會常務委員會代表資格審查委員會提出报告以确认代表资格，而后正式公布代表名单。

### 台湾省代表选举
尽管中华人民共和国方面认为台湾是其领土不可分割的一部分，但是台湾地区并未实际属于或承认中华人民共和国中央人民政府之领导。全国人民代表大会的台湾省代表暂时选举代表13名，由各省、自治区、直辖市和中央国家机关、中国人民解放军中的台湾省籍同胞组成的协商选举会议选举产生。该协商选举会议由122人组成，选举采用差额选举和无记名投票的方式进行选举13名全國人民代表大會台灣省代表團成员，剩余的又成为全国政协委员，这120多位代表的至少一方父母为台湾地区籍，主要生活、学习或经商于大陆地区，这122个代表在所有的除西藏自治区外的省级行政区有拥有代表的配额。

### 中国人民解放军代表选举
中國人民解放軍全國人大代表，由各總部、大軍區級單位和中央軍委辦公廳分別召開軍人代表大會選舉產生。

## 全国人民代表大会代表分配方案
| 省级行政单位 （人民解放军及其他） | 名额（名） |
| --------------------------------- | ---------- |
| 北京市                            | 40         |
| 天津市                            | 31         |
| 河北省                            | 116        |
| 山西省                            | 60         |
| 内蒙古自治区                      | 53         |
| 辽宁省                            | 86         |
| 吉林省                            | 53         |
| 黑龙江省                          | 76         |
| 上海市                            | 48         |
| 江苏省                            | 133        |
| 浙江省                            | 89         |
| 安徽省                            | 103        |
| 福建省                            | 66         |
| 江西省                            | 76         |
| 山东省                            | 159        |
| 河南省                            | 160        |
| 湖北省                            | 103        |
| 湖南省                            | 109        |
| 广东省                            | 160        |
| 广西壮族自治区                    | 87         |
| 海南省                            | 22         |
| 重庆市                            | 55         |
| 四川省                            | 136        |
| 贵州省                            | 69         |
| 云南省                            | 87         |
| 西藏自治区                        | 20         |
| 陕西省                            | 65         |
| 甘肃省                            | 48         |
| 青海省                            | 20         |
| 宁夏回族自治区                    | 20         |
| 新疆维吾尔自治区                  | 56         |
| 香港特别行政区                    | 36         |
| 澳门特别行政区                    | 12         |
| 台湾省                            | 13         |
| 中国人民解放军                    | 278        |
| 其他                              | 255        |

## 权利
根据《中华人民共和国全国人民代表大会和地方各级人民代表大会代表法》的规定，全国人民代表大会代表的权利有：
1. 提出议案和建议、批评、意见的权利；
2. 提出人事罢免案的权利；
3. 提出质询案和进行询问的权利；
4. 代表在人民代表大会各种会议上的发言和表决，不受法律追究。
5. 非经本级人民代表大会主席团许可，在本级人民代表大会闭会期间，非经本级人民代表大会常务委员会许可，不受逮捕或者刑事审判。如果因为是现行犯被拘留，执行拘留的机关应当立即向该级人民代表大会主席团或者人民代表大会常务委员会报告。
6. 对围绕人大审议议题及有关内容，有视察的权利；
7. 在出席全国人大会议和执行其他属于代表职务的时候，国家和社会应根据实际需要为代表提供物质保障。

## 义务
根据《中华人民共和国全国人民代表大会组织法》规定，全国人民代表大会代表的义务有：
1. 必须模范地遵守宪法和法律，认真行使职权，保守国家秘密，并且在自己参加的生产、工作和社会活动中，协助宪法和法律的实施；
2. 同原选举单位和人民群众保持密切的联系，听取和反映人民的意见和要求，努力为人民服务。

## 历届全国人大代表名单
- 第十四届全国人民代表大会代表名单
- 第十三届全国人民代表大会代表名单
- 第十二届全国人民代表大会代表名单
- 第十一届全国人民代表大会代表名单
- 第十届全国人民代表大会代表名单
- 第九届全国人民代表大会代表名单
- 第八届全国人民代表大会代表名单
- 第七届全国人民代表大会代表名单
- 第六届全国人民代表大会代表名单
- 第五届全国人民代表大会代表名单
- 第四届全国人民代表大会代表名单
- 第三届全国人民代表大会代表名单
- 第二届全国人民代表大会代表名单
- 第一届全国人民代表大会代表名单

## 知名全国人大代表
- 申纪兰（女，全国劳动模范，第一至十三届全国人大代表）
- 帕巴拉·格列朗杰（第十一世帕巴拉活佛，第二至五届全国人大代表、第八至九届全国人大常委会副委员长，第三至十二届全国政协副主席）

## 批评

### 富豪云集
人大中雲集大量中國的超級富豪。2018年，追蹤中國富豪財富的研究機構胡潤百富指出，在人大代表和政協委員中，有152人的財富超過20億元人民幣，他們的淨資產總額高達4萬多億元人民幣，比前一年3.5萬億的總資產增加了近五分之一，如马化腾和李書福。而中國國家統計局的數據顯示，2017年中國居民人均可支配收入為25974元。

### 政治花瓶
BBC中文网批評两会为政治花瓶、橡皮图章。政治文明需要把公权力关进笼子，而两会把人民的意志关在笼子里。2017年3月，全国政协委员崔永元在全国政协提案要求追究农业部在转基因食品监管上失职的责任，但他在微博上发的有关提案帖子遭删除。崔永元发微博称 “实话好难说”，并指删除其提案是给人民政协制度抹黑。。

## 外部連結
- 中国人大新闻--人民网（页面存档备份，存于）
- 中国人大网（页面存档备份，存于）